# بوسكو (شخصية كرتونية)

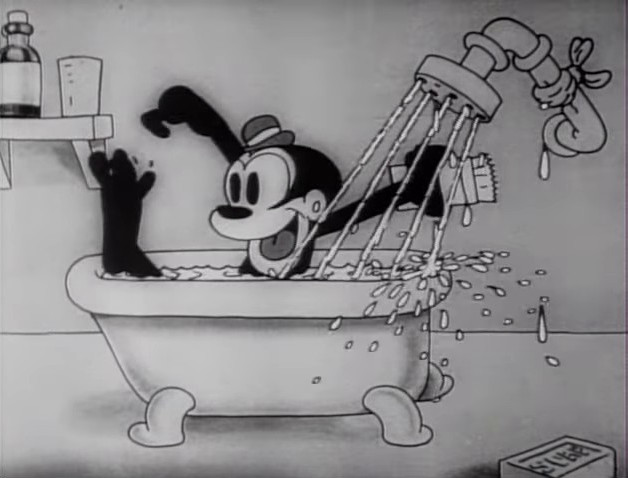
بوسكو بأول ظهور رسمي له مع لوني تونز في Sinkin' in the Bathtub

بوسكو (Bosko) هي شخصية كرتونية كانت الشخصية الرئيسية الأولى لرسوم لوني تونز ظهر في أكثر من ثلاثة عشر فيلم قصير من أفلام لوني تونز، إخترعها هيو هارمان ورودلف إسينغ، أول ظهور لبوسكو كان في 19 إبريل 1929 في فيلم «بوسكو فتى الحبر المتكلم» Bosko the Talk-Ink Kid.